# Gioacchino Colombo
Gioacchino Colombo (1903 - 1987) var en italiensk bilmotorkonstruktör. 
Han startade sin karriär som lärling åt Vittorio Jano hos Alfa Romeo. 1937 utvecklade Colombo 158-motorn till racerbilen Alfetta, och uppmärksammades av Enzo Ferrari. Efter andra världskriget bad Ferrari Colombo att utveckla en liten V12-motor som skulle användas i Ferraris racing- och landsvägsbilar.
Colombos motor var en liten 1,5-liters V12, som först användes i Ferrari 166. Denna motor, som i Ferrari-kretsar är känd som Colombo-motorn, producerades för landsvägsvagnar, inklusive den berömda Ferrari 250, i mer än 15 år, med cylindervolym upp till 3,3 liter.
Dessvärre var Colombos motor inte framgångsrik inom motorsport. Efter succén i 166-modellen försågs motorn med en kompressor för att användas i formel 1, men framgångarna uteblev. Ferrari kallade in en konkurrerande motorkonstruktör, Aurelio Lampredi, för att utveckla en ny V12:a utan kompressor, som ersättning för Colombos motor. Senare kom Colombos tidigare mentor, Vittorio Jano, till Ferrari, för att ta fram ersättare till bägge motorerna.
Colombo lämnade Ferrari 1950, och återvände till Alfa Romeo. Här ledde han företagets motorsport-satsning, inklusive succén med Nino Farina samma år och Juan Manuel Fangio 1951.
1953 gick Colombo till Maserati och utvecklade formel 1-bilen Maserati 250F. Två år senare lämnade Colombo Maserati och anställdes hos Bugatti, för att utveckla formel 1-bilen Type 251. Därefter arbetade han för MV Agusta mellan 1957 och 1970.